# Brunnen an der Spiegelgasse (Brugg)

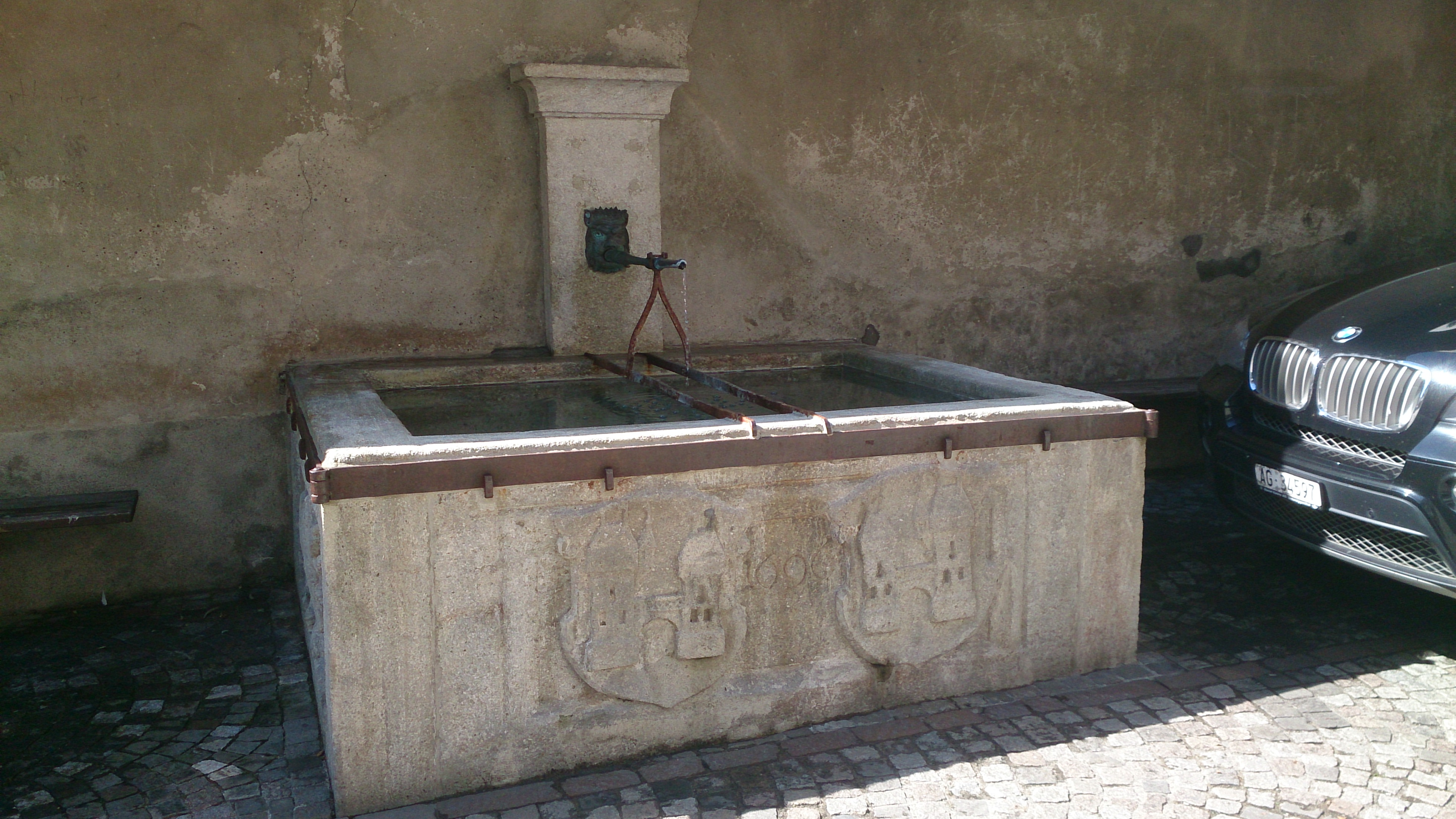
Historischer Brunnen an der Spiegelgasse

Der Brunnen an der Spiegelgasse ist ein historischer Brunnen in der Altstadt von Brugg im Kanton Aargau. Er ist ein Kulturgut von regionaler Bedeutung.

## Beschreibung
Dieser viereckige Wandbrunnen ist einer der ältesten Brunnen der Region und stammt aus dem Jahr 1696. Die Stirnseite des Trogs ist mit zwei reliefierten, spiegelgleichen Wappen von Brugg und der Jahreszahl geschmückt. Auf den Seitenflächen sind Bär und Löwe angebracht, heraldisch schreitend in profilierten Rahmungen. Der Wandpilaster als Stock ist neuer, die genaue Jahreszahl ist nicht bekannt.